# Улица Ивана Выговского (Чернигов)
Улица Ивана Выговского (до 2024 года — улица Малиновского) (укр. Вулиця Івана Виговського) — улица в Деснянском районе города Чернигова. Пролегает от улицы Кирилла Разумовского (Рахматулина) до черты города, сменяясь безымянным проездом, исторически сложившаяся местность (район) Бобровица.
Примыкают улицы Сосницкая, Шевченко, Радиозаводская, Борщова, 2-й переулок Кривоноса, 3-я Радиозаводская, Лыжная.

## История
В 1969 году в конце улицы была построена «Черниговская фабрика резинотехнических изделий» (сейчас «Сиверянка») (дом № 36/4). В связи с этим был продлён троллейбусный маршрут № 1 — один из первых трёх в городе — от Бобровицы до «Сиверянки». 
Для упорядочивания наименований улиц переименована, когда село Бобровица вошло в состав города, поскольку в Чернигове уже была улица с данным названием на Бобровицком жилом массиве. 
В 1974 году улица Калинина — в честь русского революционера, советского государственного и партийного деятеля Михаила Ивановича Калинина — переименована на улица Малиновского — в честь Маршала Советского Союза, дважды Героя Советского Союза Родиона Яковлевича Малиновского.
С целью проведения политики очищения городского пространства от топонимов, которые возвеличивают, увековечивают, пропагандируют или символизируют Российскую Федерацию и Республику Беларусь, 10 июля 2024 года улица получила современное название — в честь гетмана Войска Запорожского Ивана Евстафьевича Выговского, согласно Решению Черниговского городского совета № 41/VIII-7 «Про переименование улиц в городе Чернигове» («Про перейменування вулиць у місті Чернігові»).

## Застройка
Парная и непарная стороны начала улицы (между Рахматулина и Шевченко) заняты усадебной застройкой; далее между улицами Шевченко и Радиозаводская: парная сторона занята усадебной застройкой, непарная — усадебной и многоэтажной жилой застройкой (один 5-этажный дом); между улицами Радиозаводская и Лыжная — нежилая застройка (территории промышленных предприятий, промбаз); конец улицы непарная сторона — усадебная застройка (Сиверский хутор), парная — не застроена. 
Учреждения:
1. дом № 34 А — ГП «Спецмонтаж» «Черниговоблстрой»[6]
2. дом № 36/4 — фабрика «Сиверянка»
3. дом № 38 — военная часть 3082 национальной гвардии Украины

Памятник истории местного значения
1. территория фабрики «Сиверянка» — «Памятный знак на месте концлагеря «Яцево»» (1942-1943, памятный знак 1973), с охранной зоной[7].